# Laughlin River Run
Der Laughlin River Run ist eine jährlich in Laughlin, Nevada stattfindende Veranstaltung der Biker-Szene. Nach der Daytona Beach Bike Week und der Sturgis Motorcycle Rally ist es die drittgrößte Veranstaltung dieser Art in den Vereinigten Staaten.

## Geschichte
Das Treffen wurde 1983 erstmals abgehalten. Organisiert wurde es von den beiden Harley-Davidson-Händlern Dale Marschke and Joe O’Day. An diesem ersten Treffen beteiligten sich 426 Motorradfahrer. Das Treffen vergrößerte sich kontinuierlich und erreichte seine Höchstmarke mit etwas mehr als 75.000 Teilnehmern Mitte der 2000er Jahre. Ab etwa 2006 gingen die Teilnehmerzahlen wieder zurück und fielen auf etwa 43.000 Teilnehmer ab. Zurzeit sind es etwa 43.000 Teilnehmer. Die Veranstaltung findet im April statt und zieht auch viele Mitglieder von Outlaw Motorcycle Gangs an. Die Veranstaltung dauert fünf Tage und umfasst die üblichen Bestandteile eines Motorradtreffens, also eine Händlermeile, Konzerte bekannter Stars wie ZZ Top, Jonny Lang oder Warrant, Stripshows, gemeinsame Ausfahrten, Stuntshows und Wettkämpfe in verschiedenen Disziplinen.
Traurige Berühmtheit erlangte das Treffen durch den Laughlin River Run Riot in der Nacht vom 26. auf den 17. April 2002, bei dem es zu einer Massenschlägerei zwischen den Hells Angels und dem Mongols MC kam, die drei Männern das Leben kostete.
Attraktiv als Veranstaltungsort macht Laughlin die hohe Dichte an Casinos sowie die damit einhergehenden Übernachtungsmöglichkeiten in Hotels. Seit mehreren Jahren wird der Event durch den Veranstalter Dal-Con Promotions veranstaltet. An den vier Tagen werden auch Spendengelder gesammelt. So kommen jährlich etwa 50.000 United States Dollar zusammen, die von der Laughlin River Run Foundation verwaltet werden.